# Joop Ritmeester van de Kamp

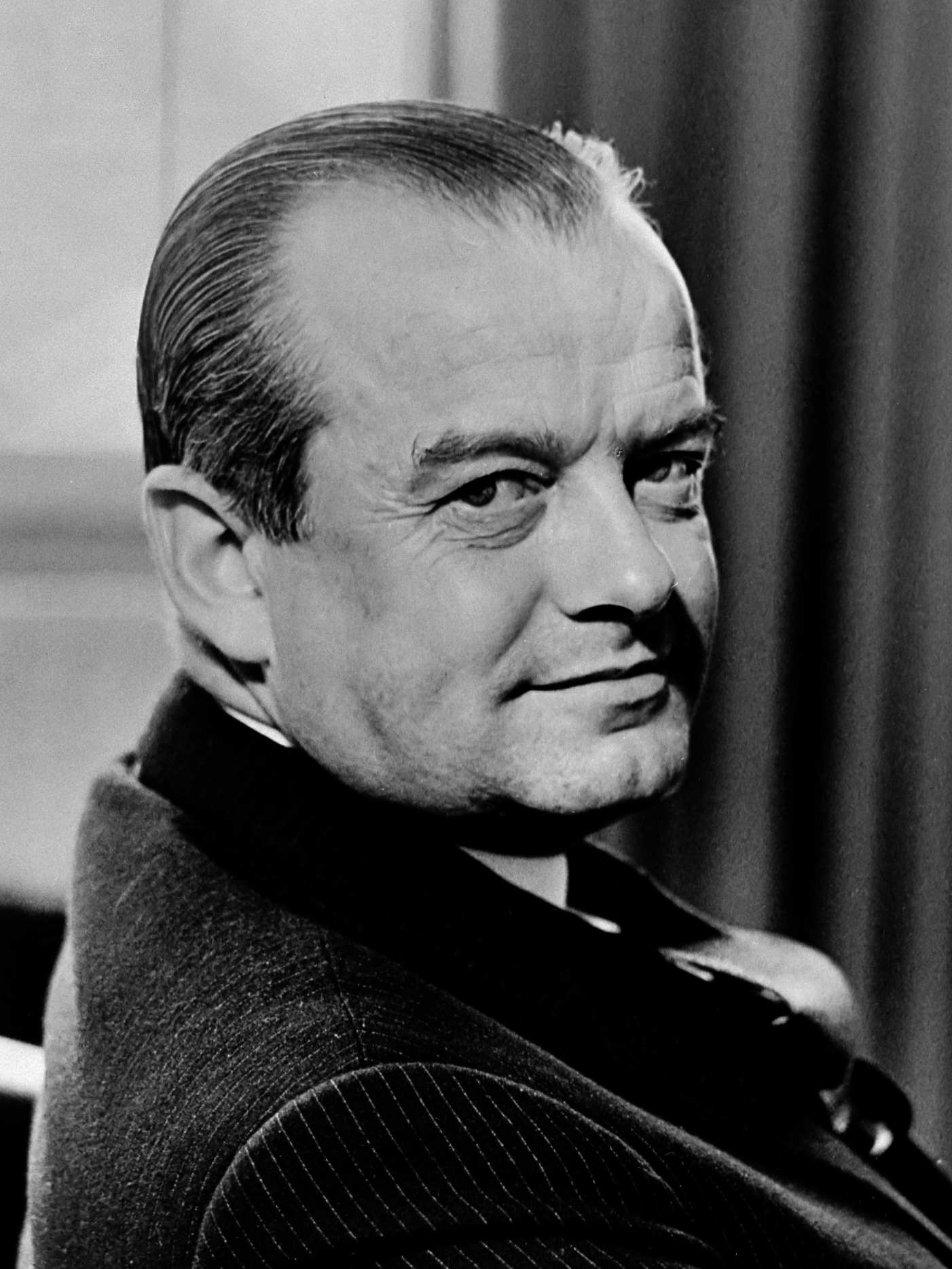
Joop Ritmeester van de Kamp (1966)

Josephus Anthonius (Joop) Ritmeester van de Kamp (Amsterdam, 13 december 1920 - Hilversum, 24 juli 2005) was een Nederlands zakenman. Van 1965 tot 1974 was hij directeur van de KLM onder Gerrit van der Wal.
Ritmeester van de Kamp studeerde Economische Wetenschappen aan de Universiteit van Amsterdam. Voor hij naar de KLM ging, was hij onder andere directeur-generaal van IBM-Nederland. Op verzoek de voorzitter van de Raad van Commissarissen van de KLM, en voormalig minister-president, De Quay stapte hij over naar de directie van de KLM. Hem werd toen de toezegging gedaan dat hij toenmalig president-directeur Van der Wal zou opvolgen. Deze bleef echter langer aan en wees uiteindelijk Orlandini aan zijn opvolger. Hierop besloot Ritmeester van de Kamp de KLM-directie te verlaten hoewel hij daar wel commissaris bleef.
Ritmeester van de Kamp werd in 1961 penningmeester van het Nederlands Centrum van Directeuren en Commissarissen (NCD). In 1964 werd hij daar vicevoorzitter en in de periode van 1966 tot 1970 was hij voorzitter van het NCD. Later werd hij erelid van deze organisatie.
In 1973 kwam Ritmeester van de Kamp in het nieuws door zijn rol bij plannen om de Hollandsche Manege aan de Vondelstraat te Amsterdam te laten slopen. Hij beriep zich als voorzitter van de Vereniging 'De Hollandse Manege' op een besluit van die vereniging om de manege te verplaatsen naar het Amsterdamse Bos. Aangezien er geen stemming was geweest en er evenmin een presentielijst was, kon van een officieel besluit geen sprake zijn. De sloop ging niet door en in 1977 trad hij af als voorzitter.
Ritmeester van de Kamp kwam in 1976 wederom in het nieuws, dit keer door zijn rol in 1974 bij de verkoop van kasteel Warmelo van prins Bernhard aan Tibor Rosenbaum.
In 1976 werd Ritmeester van de Kamp voorzitter van de Raad voor de Casinospelen.
In juni 2001 nam hij na 30 jaar afscheid als commissaris en adviseur van het Okura Hotel in Amsterdam. Andere bedrijven waar hij (president) commissaris is geweest zijn onder andere Koninklijke Emballage Industrie van Leer, DSM en Koninklijke Wessanen.
Joop Ritmeester van de Kamp overleed op 84-jarige leeftijd.